# Nhông đuôi gai Roatan
Nhông đuôi gai Roatan (danh pháp hai phần: Ctenosaura oedirhina) là một loài thằn lằn trong họ Iguanidae. Loài này được De Queiroz mô tả khoa học đầu tiên năm 1987.